# Carmarthenshire
Carmarthenshire (velšsky Sir Gaerfyrddin) je jedno z hrabství ve Walesu ve Spojeném království. Se svou rozlohou 2 395 km² je třetím největším hrabstvím ve Walesu. K roku 2011 zde žilo 183 800 obyvatel. Správním městem je Carmarthen, největším pak Llanelli.
Hrabství protéká řeka Towy, v jeho východní části se nachází pohoří Black Mountain. Carmarthenshire je převážně zemědělská oblast, jen oblast okolo Llanelli proslula těžbou antracitu a zpracováním kovů. Na pobřeží Bristolského zálivu se sbírají jedlé mušle. Nacházejí se zde dubové a smrkové lesy, pěstuje se ječmen a oves, prosperujícím odvětvím je výroba sýrů. Felinfoel je známý díky pivovaru, který již v roce 1935 začal plnit pivo do plechovek. V Llanarthney sídlí National Botanic Garden of Wales. Významnou památkou je hradiště z doby železné na kopci Y Garn Goch.